# Sint-Jozefkerk (Maldegem)

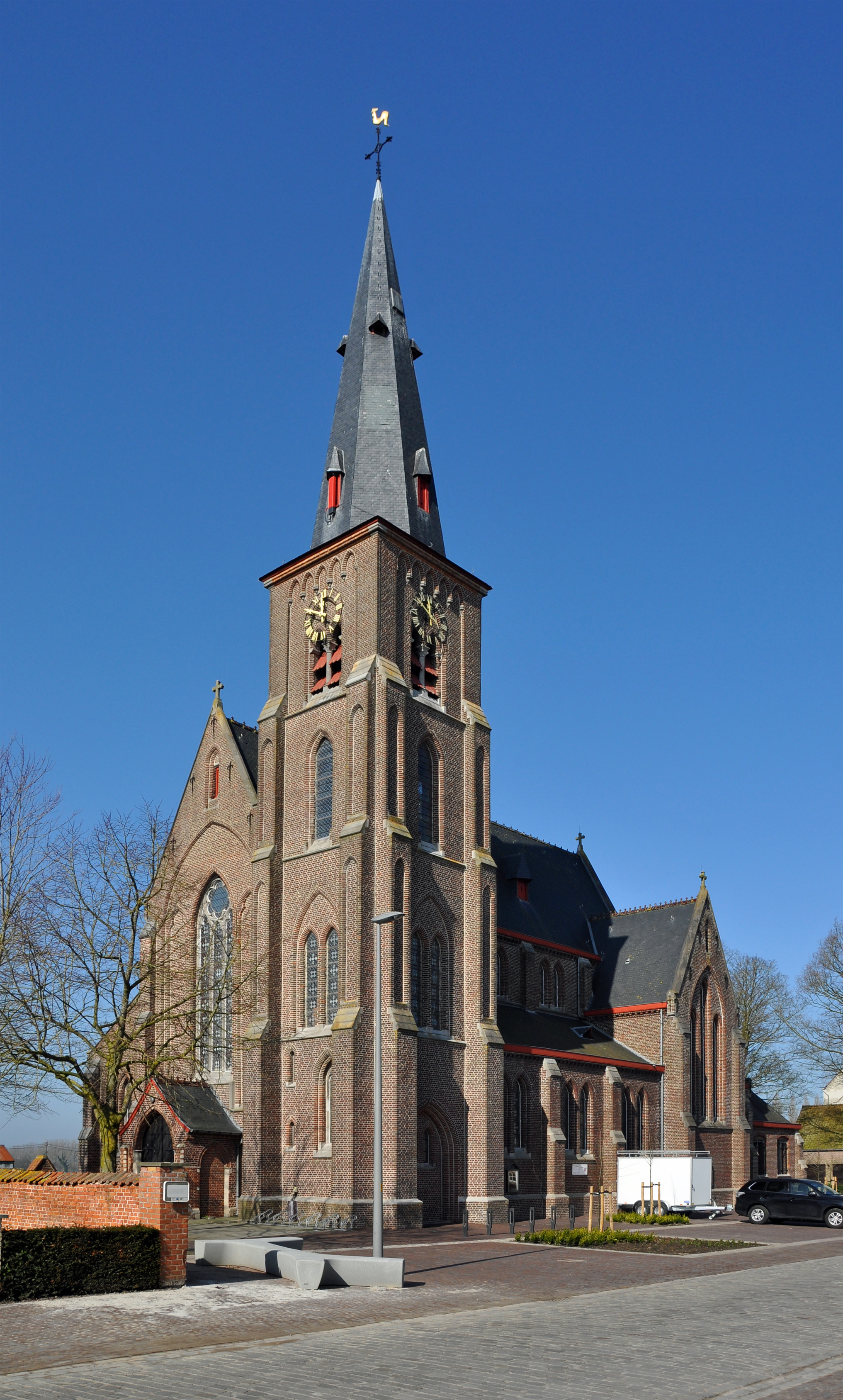
Sint-Jozefkerk

De Sint-Jozefkerk is de parochiekerk van de tot de Oost-Vlaamse gemeente Maldegem behorende plaats Donk, gelegen aan de Brezendedreef 6.

## Geschiedenis
Vanaf 1871 werd de behoefte gevoeld om tot de oprichting van een parochie te komen in Donk. Vanaf 1873 werd een noodkerk in gebruik genomen. In 1876 werd een pastoor aangesteld. In 1877 werd de eerste steen voor een nieuwe kerk gelegd, die in 1879 werd ingewijd. Het was een ontwerp van C. Hoste.

## Gebouw
Het betreft een bakstenen basilicale kruiskerk in neogotische stijl, met een toren die tegen de zuidoosthoek van de niet-georiënteerde kerk staat aangebouwd, vier geledingen telt en gedekt wordt door een achtkante naaldspits.

## Interieur
Het kerkmeubilair is voornamelijk neogotisch, uit de tijd van de bouw. Het orgel wordt toegeschreven aan De La Haye (1712) en Pierre-Charles Van Peteghem (1819).

## Omgeving
In de buitenmuur van de kerk vindt men een ommegang van Sint-Antonius Abt met gepolychromeerde reliëfs, vervaardigd door De Beule, van 1897. Ook is er een Lourdesgrot van 1922, en een ommegang van Onze-Lieve-Vrouw van Smarten, met zeven kapelletjes, ook van 1922.